# حقیقت الحقایق
حقیقت الحقایق (عربی: حقیقة الحقائق)، اول تعیّنی که از غیب هویت، ظاهر و اصل جمیع قابلیات است، حقیقت الحقایق گویند.

## جامعیت الهی
در ارتباط با جامعیت الهی ابن عربی با توضیحات زیر آن را به سه عنصر سازنده تقسیم می‌کند.
1. آنچه را که باید به ذات حق منسوب دانست، (که در اسم الله تعالی است و معرف جامعیت اسماء الهی می‌باشد.
2. آن که به حقیقت الحقایق (the Reality of realities) قابل انتساب است.
3. آن که دراین قوام (constitution)، (یعنی آن قوامِ بدنیه انسانی) همه قابلیت‌های عالم را از اعلی علیین تا اسفل‌السافلین ادراک می‌کند. و منسوب به چیزی است که طبیعت کلیه (the universal Nature) به آن نیازمند است.

اولین عنصر از این عناصر سه‌گانه به وضوح به جنبهٔ وحدت الهی ارتباط دارد، یعنی ذات الهی است، اما نه در جنبهٔ اطلاقش، بلکه با اسم «الله».
دومی حوزهٔ هستی‌شناسی ای است که در آن اعیان ثابته به وجود می‌آیند، یعنی حق تصوری از بالاترین اصل خلاقی است که اعیان را تنظیم و یکسان می‌نماید. ازآن جهت به آن حقیقت الحقایق می‌گویند، که این حقیقت، همهٔ حقایق عالم را محقق می‌کند.
سومی «طبیعت کونیه» حوزهٔ «حقیقتی» است که موقعیتِ واسطه ای بین الوهیت محض و حقیقتِ خلاقِ اسماء الهی است با «حقیقت» خالص مخلوقی و انفعالی عالم فیزیکی، که فی نفسه شاملِ هر دوی اینها می‌شود؛ یعنی خلاق قاطع، از یک طرف، و قابل انفعالی از سوی دیگر ارتباط دارد.